# Kosmacz (rejon kosowski)
Kosmacz – wieś w rejonie kosowskim obwodu iwanofrankiwskiego, założona w 1427 r. W II Rzeczypospolitej miejscowość była siedzibą gminy wiejskiej Kosmacz w powiecie kołomyjskim województwa stanisławowskiego. 
Latem 1941 roku, po ataku III Rzeszy na ZSRR, zabito tutaj wszystkich żydowskich mieszkańców (około 20 osób). W 1943 nacjonaliści ukraińscy z OUN-UPA zamordowali tutaj 37 Polaków.
Kosmacz należy do regionu Huculszczyzna. Zajmuje powierzchnię 84 km kw, co czyni go największą wsią na Ukrainie. Składają się na nią 32 przysiółki. Kosmacz liczy 6248 mieszkańców. We wsi znajdują się trzy cerkwie: dwie prawosławne i jedna greckokatolicka.
Miejscowość słynie z wyszywanek, ponadto wielu mieszkańców wytwarza także innego rodzaju rękodzieło: pisanki, postoły, rzeźby w drewnie, ceramikę i ręcznie, domowo konstruowane instrumenty. We wsi znajduje się 8 szkół, w tym jedna muzyczna.